# Impedancja wyjściowa
Impedancja wyjściowa Zwy, w modelu układu elektronicznego jako czwórnika – stosunek napięcia wyjściowego do prądu wyjściowego układu, liczony przy wyłączonych autonomicznych źródłach napięciowych i prądowych, wyrażony w omach.
{\displaystyle Z_{wy}={\frac {U_{wy}}{I_{wy}}}}